# Benoîte Rencurel

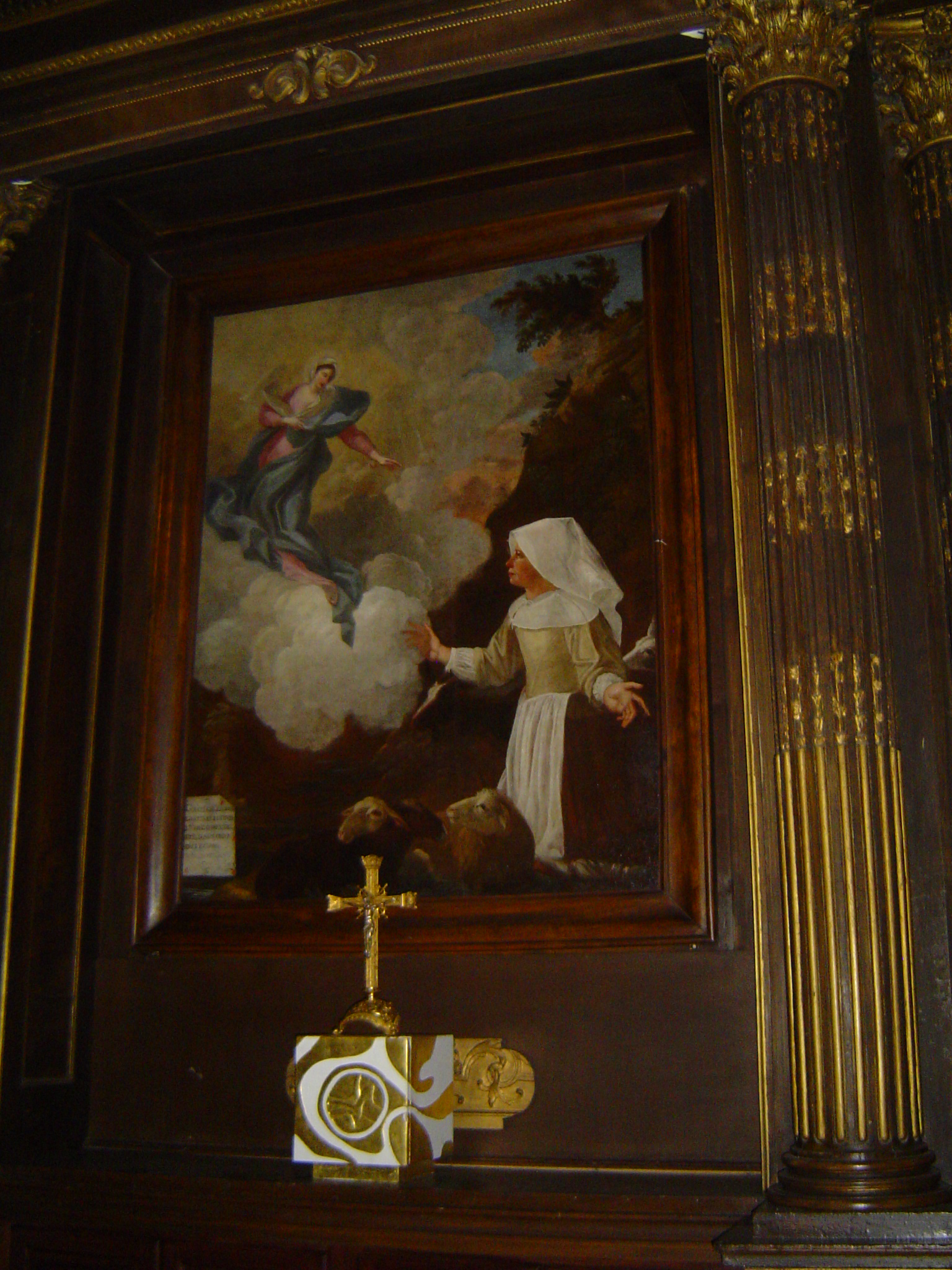
Benoîte Rencurel na obrazie pędzla współczesnego jej artysty, Notre-Dame-du-Laus

Benoîte Rencurel (ur. 16 września 1647 w Saint-Étienne-le-Laus, Avançon, zm. 28 grudnia 1718 tamże) – francuska tercjarka dominikańska, mistyczka, Czcigodna Służebnica Boża Kościoła katolickiego.

## Życiorys
Benoîte Rencurel urodziła się w ubogiej katolickiej rodzinie. Kiedy miała 7 lat zmarł jej ojciec, wówczas jej rodzina została bez środków do życia. Zatrudniła się jako pasterka u miejscowych rolników. Od 1664 do 1718 roku doznawała objawień Matki Boskiej, która powierzyła jej misję wybudowanie świątyni, która byłaby miejscem pojednania i przygotowania grzeszników do sakramentu pokuty. Budowa kościoła (obecnie bazylika) została sfinansowana datkami wiernych. W 1666 roku wstąpiła do zakonu Trzeciego Zakonu Dominikańskiego, siedem lat później na jej ciele pojawiły się stygmaty. W latach 1669–1679 pięciokrotnie objawił się jej Jezus Chrystus.
Zmarła 28 grudnia 1718 roku w wieku 71 lat. Jej relikwie znajdują się w bazylice Matki Bożej w Notre-Dame du Laus we francuskiej gminie Saint-Étienne-le-Laus. 16 października 1872 roku papież Pius IX ogłosił ją Czcigodną Służebnicą Bożą. Jej objawienia maryjne zostały uznane za prawdziwe 4 maja 2008 roku.